# Perissordes
Perissordes – wymarły rodzaj owadów z rzędu muchówek i rodziny Perissommatidae. Obejmuje tylko jeden opisany gatunek: Perissordes pilosus.
Rodzaj i jedyny gatunek opisali w 2006 roku Elena Łukaszewicz, Huang Diying i Lin Qibin na podstawie pojedynczego, kompletnego odcisku samca. Skamieniałość tą odnaleziono w Daohugou w chińskiej Mongolii Wewnętrznej. Pochodzi z piętra keloweju w późnej jurze. Autorzy umieścili ten rodzaj w monotypowej podrodzinie Perissordinae.
Owad o tułowiu długości 2,5 mm i odwłoku 7 mm, gęsto i długo owłosiony. Skrzydła o długości 10 i szerokości 3,8 mm miały użyłkowanie wyróżniające się: krótką i kompletną żyłką subkostalną, stosunkowo długimi pierwszą gałęzią żyłki radialnej i przednią żyłką kubitalną, żyłkami poprzecznymi medialno-radialną i interradialną położonymi w odsiebnej połowie skrzydła oraz dużą komórką dyskalną położoną mniej więcej na wysokości rozwidlenia żyłki medialnej M1+2. Płat analny skrzydła był dobrze rozwinięty.